# 阿玉壩
阿玉壩，又稱孝義水壩，位於台灣新北市烏來區烏來發電廠上游6公里之南勢溪支流桶後溪河床上之水壩，由台灣電力公司桂山發電廠管理。主要功能為攔蓄桶後溪的溪水，透過3.61公里的引水路將桶後溪溪水，與羅好壩的水一同匯流至烏來發電廠前池，然後送至烏來發電廠發電，是一座單目標水庫。

## 沿革
1909年的粗坑溪發電廠，是台北第一座發電廠。為了繼續開發新店溪水力資源，於是計畫興建烏來發電廠。阿玉壩興建於台灣日治時期的昭和十七年（1943年），由台灣電力株式會社興建，計劃利用新店溪水位落差來發電。然而由於受到太平洋戰爭影響，直到1945年日本戰敗無條件投降為止，工程皆未全部完成。戰後由台灣電力公司接手，1947年始完成工程。
阿玉壩原本屬於自由溢流式混凝土重力壩，1963年台電公司於堰頂上加裝弧形閘門，以配合尖峰發電需求。

## 設施
阿玉壩係一混凝土重力壩，壩高十公尺，壩長五十五公尺，蓄水量十萬五千立方公尺，採閘門控制溢流式，截取桶後溪的溪水後，經3,610公尺的隧道引水至桂山發電廠烏來電廠發電使用，最大引水量為10.5CMS。
| 設施名稱             | 簡介                         |
| -------------------- | ---------------------------- |
| 廠房                 | 半地下式                     |
| 設計發電水頭（公尺） | 90                           |
| 用水量（CMS）        | 10.5                         |
| 裝置容量（MW）       | 22.5                         |
| 發電機組             | 豎軸法蘭西斯式水輪發電機二部 |
| 年發電量（kWh）      | 0.4 億                       |

## 外部連結
- 經濟部水利署北區水資源局全球資訊網-阿玉壩